# Carline commune
Carlina vulgaris
Espèce
Classification phylogénétique
La carline commune (Carlina vulgaris), ou carline vulgaire, est une plante herbacée de 15 à 70 cm de la famille des Asteraceae.

## Étymologie et autres noms
Le nom générique Carlina est une probable variante de cardina, dérivé de cardo (= chardon), le mot s'étant croisé avec Carlo (= Charles) sans doute sous l'influence d'une légende relatée par Tabernaemontanus et voulant qu'un ange ait montré à Charlemagne (ou Charles Quint) la Carline acaule en la lui présentant comme un remède contre la peste bubonique qui décimait son armée. 
Cette Carline est également appelée Artichaut Sauvage, Baromètre du Berger, Caméléon Blanc, Cardonnette, Carline acaule, Chardon argenté, Chardon doré, Chardonnette, Chardousse, Gardabelle et Loques.

## Description
Les capitules, par groupes de 2 à 5 ou solitaires, sont composés uniquement de fleurs hermaphrodites tubulées brun-jaunâtre, mais ils sont entourés d'une couronne de bractées linéaires, pointues, étalées, jaunâtres et brillantes.
Les feuilles caulinaires sont alternes, oblongues, étroites, semblables à celles de Carduus et cotonneuses, surtout au revers. La tige peut être ramifiée ou non.

## Habitat
Pelouses calcicoles, friches, dunes, éboulis fixés, terrils, ballast des voies ferrées.

## Répartition

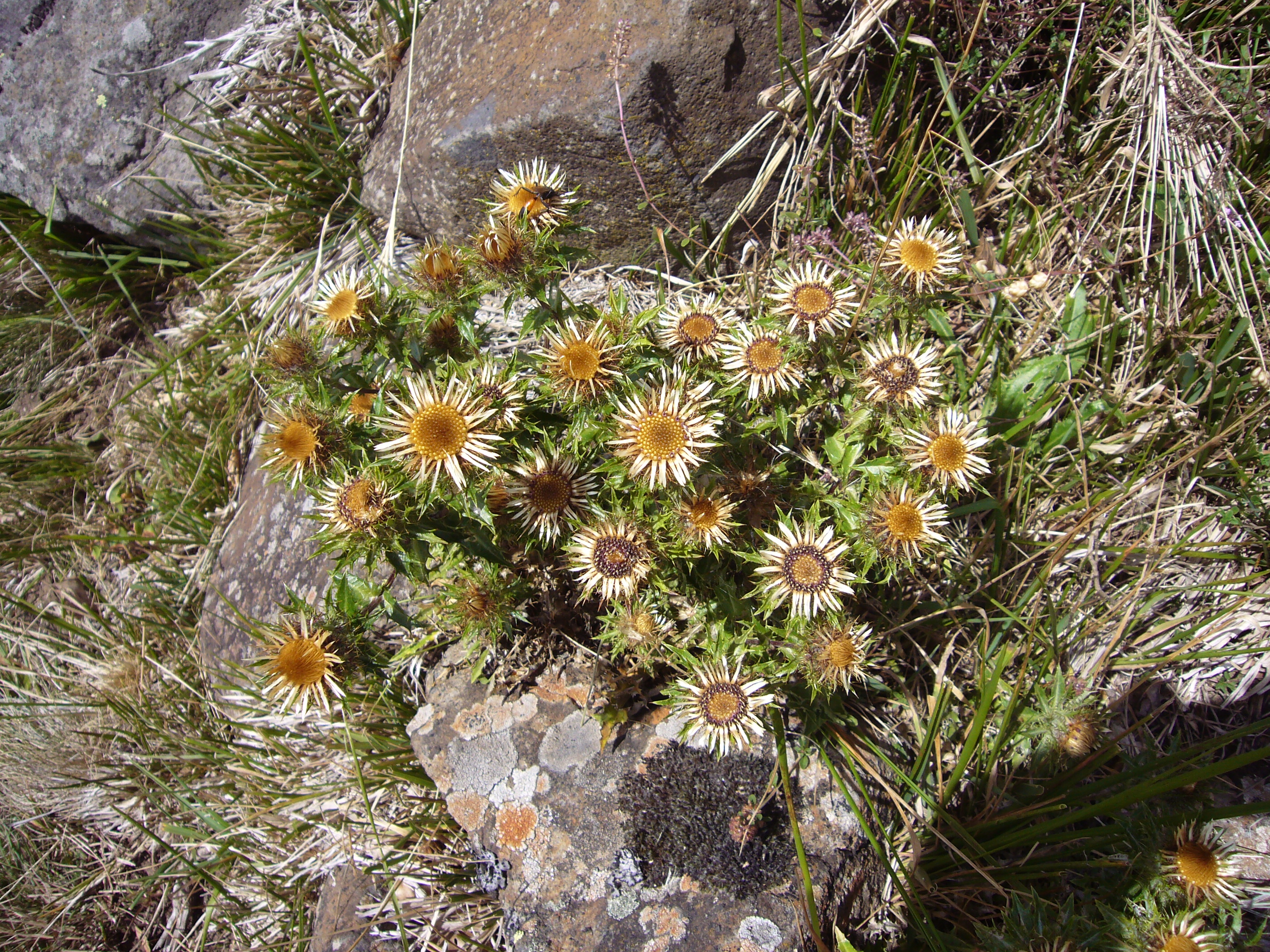
Carlina vulgaris est une espèce calcicole qui apprécie aussi des sols volcaniques. Cet exemplaire pousse sur un sol basaltique dans les monts d'Aubrac (Massif central, France) à une altitude de 1300 m en exposition sud.

Europe et sud-ouest de l'Asie.

## Biologie
C'est une plante mellifère, hémicryptophyte. Elle est bisannuelle ou pérenne monocarpique: la (les) première(s) année(s), la plante produit une rosette de feuilles qui flétrissent lors de la floraison l'année suivante. Les fleurs s'ouvrent par temps sec. C'est une plante calcicole. Elle fleurit de juillet à septembre.